# Jenny Adler
Jenny Adler (ur. 24 kwietnia 1983 w Suhl) – niemiecka biathlonistka, dwukrotna srebrna oraz brązowa medalistka mistrzostw Europy. Sześciokrotna mistrzyni, trzykrotna wicemistrzyni oraz brązowa medalistka mistrzostw świata juniorów. Dwukrotnie triumfowała w mistrzostwach Europy juniorów. Karierę zakończyła w 2008 roku.

## Osiągnięcia

### Mistrzostwa Europy
| Rok  | Miejsce           | IN | SP | PU | MS | RL |
| 2005 | Nowosybirsk       | 9  | 16 |    |    | 4  |
| 2006 | Langdorf-Arbersee | 8  | 33 | 11 |    | 3  |
| 2007 | Bansko            | 20 | 9  | 5  |    | 2  |
| 2008 | Nové Město        |    | 13 | 4  |    | 2  |

### Mistrzostwa Świata Juniorów
| Rok  | Miejsce         | IN | SP | PU | MS | RL |
| 2001 | Chanty-Mansyjsk | 8  | 2  | 1  |    | 3  |
| 2002 | Ridnaun         | 13 | 2  | 1  |    | 1  |
| 2003 | Kościelisko     | 17 | 5  | 4  |    | 2  |
| 2004 | Haute Maurienne | 1  | 6  | 1  |    | 1  |

### Mistrzostwa Europy Juniorów
| Rok  | Miejsce     | IN | SP | PU | MS | RL |
| 2002 | Kontiolahti | 1  | 19 | 6  |    | 1  |

IN – bieg indywidualny, SP – sprint, PU – bieg pościgowy, MS – bieg ze startu wspólnego, RL – sztafeta

### Puchar Świata
| Sezon     | Miejsce |
| --------- | ------- |
| 2004/2005 | 75.     |
| 2006/2007 | 63.     |